# Октябрь 2012 года

Список событий октября 2012 года.

## События
- 1 октября
  - Сформировано новое правительство Японии. Новым министром финансов назначен бывший руководитель Политического совета правящей Демократической партии Корики Дзёдзима[1].
  - В Грузии прошли парламентские выборы. По данным экзит-поллов грузинских телеканалов, как провластных, так и оппозиционных, победу по партийным спискам на парламентских выборах одерживает оппозиционная коалиция бизнесмена Бидзины Иванишвили «Грузинская мечта»[2].
  - В результате взрыва, устроенного террористом-смертником в городе Хосте на юго-востоке Афганистана, погибли 14 человек, почти 40 получили ранения. Среди погибших были трое военнослужащих НАТО, шестеро гражданских лиц, четверо сотрудников афганской полиции и переводчик. Ответственность за взрыв взяли на себя боевики «Талибана»[3].
  - В Страсбурге открылась осенняя сессия ПАСЕ[4].
  - В Москве открылся Всемирный русский народный собор[5].
  - Компания «Яндекс» запустила свой собственный браузер[6].
  - Глава МИД Сирии Валид аль-Муаллем с трибуны ООН призвал оппозицию к диалогу[7].
  - Тверской суд Москвы вынес решение о признании фильма «Невинность мусульман» экстремистским, мотивировочная часть решения будет оглашена 5 октября. Если решение не будет обжаловано, оно должно вступить в силу через 30 дней. Представитель уполномоченного по правам человека просил оставить заявление без рассмотрения, так как неучастие в процессе авторов фильма нарушит ряд норм законодательства[8][9][10][11].
- 2 октября
  - Президент Грузии Михаил Саакашвили объявил о переходе своей партии «Единое национальное движение» в оппозицию по итогам выборов[12].
  - Телеканал Euronews открыл свою радиостанцию[13].
  - Проверка французских АЭС выявила нарушения норм безопасности[14].
  - Турецкая артиллерия нанесла удар по целям в Сирии после инцидента с гибелью мирных граждан в городе Акчакале[15].
  - 39 человек погибли в результате кораблекрушения у берегов Гонконга.
  - Узбекистан и Колумбия установили дипломатические отношения[16].
  - Корабли КНР вновь приблизились к спорным с Японией островам Сенкаку[17].
  - Лидер «Хамас» Халед Машаль объявил о намерении покинуть свой пост[18].
- 3 октября
  - Верховный суд РФ признал законным запрет пропаганды гомосексуализма и педофилии среди несовершеннолетних[19].
  - Папуа-Новая Гвинея признала независимость Косово[20].
  - Европейский космический грузовик ATV-3 «Эдоардо Амальди», со второй попытки отстыкованный от МКС, был сведён с орбиты, не сгоревшие остатки затонули на «кладбище космических кораблей»[21].
  - Выпущенный с территории Сирии снаряд попал в дом, находящийся на территории Турции, в результате погибло 5 человек, 13 были ранены[22].
  - Парламент Свазиленда выразил вотум недоверия правительству Сибусисо Дламини[23].
- 4 октября
  - Король Иордании Абдалла II распустил парламент[24].
  - Специалисты японской Japan Petroleum Exploration Company в первый раз добыли нефть на собственном морском шельфе на месторождении Ауюкава у побережья префектуры Акита[25].
  - Бывшего президента Филиппин Глорию Макапагал-Арройо арестовали по обвинению в хищении средств из государственного фонда[26].
  - В ответ на гибель мирных жителей от снарядов сирийской артиллерии парламент Турции выдал правительству мандат на проведение «трансграничной военной операции», совет НАТО объявил, что обстрел приграничных турецких районов представляет угрозу для всех членов альянса[27].
  - Сирия добровольно ввела бесполётную десятикилометровую зону на границе с Турцией[28].
  - Протестующие ворвались в ливийский парламент, выражая несогласие с новым составом правительства, глава правительства Ливии Мустафа Абу Шакур отозвал список министров нового кабинета[29].
- 5 октября
  - На западе Австралии официально открыт радиотелескоп ASKAP, первая часть глобального проекта SKA[30].
  - Компания Anglo American Platinum — крупнейший производитель платины в мире — уволила 12 тысяч бастующих южноафриканских шахтёров[31].
- 6 октября
  - Представлена кандидатура Абди Фараха Ширдона на пост премьер-министра Сомали[32].
- 7 октября
  - В Мексике в перестрелке с морскими пехотинцами убит глава наркокартеля Лос-Сетас Эриберто Ласкано[33].
  - Премьер-министр Ливии Мустафа Абу Шакур отправлен в отставку менее чем через месяц после избрания на этот пост[34].
  - Выборы президента Венесуэлы[35]. Действующий президент Уго Чавес переизбран на четвёртый срок, получив более 54 % голосов[36].
  - Эмир Кувейта Сабах ас-Сабах распустил парламент[37].
  - Мусульманские повстанцы, с 1970-х годов борющиеся за независимость южных регионов Филиппин, получат автономию. К такому соглашению с борцами освободительного фронта MILF пришёл президент страны Бениньо Акино. Как ожидается, автономный регион Бангсаморо появится до 2016 года[38].
  - Ряд высокопоставленных грузинских чиновников, в том числе бывший министр внутренних дел Грузии Бачо Ахалая и заместитель министра обороны Дата Ахалая, спешно покинули страну[39].
- 8 октября
  - Премьер-министр Мозамбика Айреш Али ушёл в отставку. Новым премьер-министром назначен Алберту Вакина[40].
  - Президент Чечни Рамзан Кадыров отправил мэра Грозного Муслима Хучиева в отставку. И. о. мэра назначен министр имущественных и земельных отношений Чеченской Республики Ислам Кадыров[41].
  - В Стокгольме стартовала Нобелевская неделя. Премия по физиологии и медицине присуждена англичанину Джону Гёрдону и японцу Синъя Яманака за работы в области биологии развития и получения индуцированных стволовых клеток[42].
  - Первый коммерческий полёт к МКС: с базы ВВС США «Мыс Канаверал» запущен транспортный корабль Dragon компании SpaceX[43].
  - Введена в строй вторая ветка газопровода «Северный поток»[44].
- 9 октября
  - Боевиками из Техрик Талибан-и-Пакистан совершено покушение на пакистанскую школьницу Малалу Юсуфзай (автор блога для Би-би-си). Девочка получила тяжёлые ранения[45].
  - Французский учёный Серж Арош и американец Дэвид Уайнленд удостоены Нобелевской премии по физике за передовые открытия экспериментальных методов, которые позволили измерить индивидуальные квантовые системы[46].
  - Марсоход «Кьюриосити» приостановил свою работу из-за того, что от него могла отвалиться деталь — во время работ по сбору образцов учёные обнаружили рядом с марсоходом блестящий объект[47].
  - На Донгузском полигоне под Оренбургом прогремел мощный взрыв — произошла детонация около 4000 тонн снарядов[48].
- 10 октября
  - Правительство премьер-министра Иордании во главе с Файезом аль-Таравне отправлено в отставку. Новым премьер-министром назначен Абдалла аль-Нуссур[49].
  - Американские учёные Роберт Лефковиц и Брайан Кобилка удостоены Нобелевской премии по химии за исследование рецепторов, сопряжённых с G-белками[50].
  - Генеральный секретарь НАТО Андерс Фог Расмуссен заявил о готовности альянса обеспечить защиту Турции от нападений со стороны Сирии[51].
  - Участницу Pussy Riot Екатерину Самуцевич освободили в зале суда, заменив два года реального срока на условный[52].
  - ВВС Турции вынудили сирийский гражданский самолёт выполнить незапланированную посадку в аэропорту Анкары[53].
  - Парламент Испании проголосовал против постановления, разрешающего властям Каталонии проводить референдум о независимости от Испании[54].
- 11 октября
  - Лауреатом Нобелевской премии по литературе в 2012 году стал китайский писатель Мо Янь с формулировкой «за галлюцинаторный реализм, с которым он смешивает сказку, историю и современность»[55].
  - Посла России в Анкаре Владимира Ивановского вызвали в министерство иностранных дел Турции для объяснений по поводу «запрещённого груза», обнаруженного на борту сирийского самолёта, следовавшего из России и задержанного в Турции днём раньше[56].
- 12 октября
  - Нобелевская премия мира была присуждена Евросоюзу «за шесть десятилетий защиты прав человека в Европе и долгосрочную роль в объединении континента»[57].
  - Шесть крупных нефтяных компаний обратились к правительству Соединённых Штатов за лицензиями на экспорт, впервые за несколько десятилетий продемонстрировав готовность начать экспорт существенных объёмов нефти из США[58].
  - Верховный суд Республики Ботсвана вынес беспрецедентное решение, закрепив за женщинами право собственности на подлежащее передаче по наследству имущество[59].
  - Совет Безопасности ООН принял резолюцию о военной интервенции в Мали, в которой призывают совместно с Западноафриканским экономическим сообществом ЭКОВАС и Африканским союзом в течение 45 дней уточнить планы по введению войск[60].
- 13 октября
  - Президент Мавритании Мохамед ульд Абдель Азиз получил ранение в живот в результате обстрела его кортежа военным патрулём[61].
  - В Чехии завершились двухдневные выборы в местные органы власти и трети сената. Лидером выборов стала левоцентристская Чешская социал-демократическая партия[62].
  - Турция закрыла воздушное пространство для пассажирских рейсов из Сирии[63].
- 14 октября
  - Единый день голосования в России. В пяти регионах прошли выборы губернаторов, в шести — депутатов региональных парламентов[64].
  - Парламентские выборы в Литве. Наибольшее количество голосов получила Партия труда — 21,34 %. Одновременно проходил референдум по планам построить Висагинскую АЭС. Около 64 % проголосовавших высказались против этого строительства[65].
  - Досрочные парламентские выборы в Черногории[66].
  - Австрийский парашютист Феликс Баумгартнер совершил рекордный прыжок с высоты более 39 километров и впервые в мире превысил скорость звука в свободном падении, его скорость составила 1342 километров в час[67].
  - Всеобщий национальный конгресс Ливии избрал Али Зейдана новым премьер-министром страны[68].
- 15 октября
  - Американские учёные Элвин Рот и Ллойд Шепли удостоены Нобелевской премии по экономике[69].
  - Турецкие власти вынудили экстренно сесть в Эрзуруме армянский самолёт, который летел в сирийский город Алеппо[70].
  - Главы МИД 27 стран Евросоюза на заседании в Люксембурге решили продлить до 31 октября 2013 года санкции в отношении властей Белоруссии[71].
  - Премьер-министр Великобритании Дэвид Кэмерон и премьер-министр Шотландии Алекс Сэлмонд подписали соглашение по проведению референдума о независимости Шотландии в 2014 году[72].
  - В Пекине на 90-м году жизни скончался Нородом Сианук — бывший король и бывший премьер-министр Камбоджи[73].
  - В Мьянме тысячи буддистских монахов начали марш протеста против открытия филиала Организации исламского сотрудничества в мусульманской провинции Ракхайн[74].
  - На островах Теркс и Кайкос вступила в силу новая конституция принятая в 2011 году, завершив тем самым трёхлетнее прямое правление временной британской администрации[75].
- 16 октября
  - Израильский кнессет объявил о досрочном самороспуске[76].
  - Крупнейшее за последние годы ограбление музея «Кюнстхал» в Роттердаме. Похищены полотна Пикассо, Моне, Матисса и Гогена[77].
  - Лауреатом Букеровской премии за 2012 год стала британская писательница Хиллари Мэнтел за роман «Внесите тела»[78].
  - Московский районный суд Петербурга вызвал певицу Мадонну на слушания по делу о пропаганде гомосексуализма на её концерте[79].
- 17 октября
  - В Красноярском крае упал вертолёт Ми-8 с нефтяниками на борту. Один человек погиб, трое получили ранения[80].
  - Астрономы ESO обнаружили планету с массой, близкой к массе Земли, в ближайшей к нам звёздной системе — альфа Центавра[81].
- 18 октября
  - Гражданская война в Сирии: в результате авиаудара правительственных ВВС по городу Мааррет-эн-Нууман погибло по меньшей мере 40 человек[82].
  - Австралия, Аргентина, Люксембург, Руанда и Республика Корея выбраны на два года непостоянными членами в Совет безопасности ООН[83].
  - Британские полярники представили South of Sanity — первый художественный фильм, снятый полностью в Антарктиде[84].
  - В Греции состоялась очередная манифестация против мер жёсткой экономии, в которой приняли участие около 70 тысяч человек[85].
- 19 октября
  - Российские учёные предоставили предварительные результаты анализа проб воды из антарктического озёра Восток, они оказались практически стерильными[86].
- 20 октября
  - Российские оппозиционеры начали выборы в координационный совет оппозиции[87].
  - Два взрыва прогремели в шиитском районе Багдада Кадимия, погибли 11 человек и свыше 50 получили ранения[88].
- 21 октября
  - Власти Гвинеи-Бисау заявили о подавлении в столице попытки свержения временного правительства и обвинили в её организации Португалию[89].
  - В Ватикане Папа Римский Бенедикт XVI провозгласил начало «Года веры» и причислил к лику святых семь человек, в том числе Катери Текаквиту, ставшей первой святой из коренных жителей Северной Америки[90].
- 22 октября
  - Полиция Южной Кореи запретила активистам сбрасывать на КНДР пропагандистские листовки[91]
  - Международный союз велосипедистов пожизненно дисквалифицировал и лишил всех титулов Лэнса Армстронга, бывшего семикратного чемпиона «Тур де Франс»[92].
  - Помощник депутата госдумы Леонид Развозжаев написал явку с повинной, где рассказал о подготовке акций протеста вместе с координатором «Левого фронта» Сергеем Удальцовым, представители российской оппозиции сочли, что свидетельства получены под пытками[93].
  - В Италии суд приговорил сейсмологов, которые не смогли дать точный прогноз землетрясения в 2009 году, к шести годам заключения[94].
- 23 октября
  - Эмир Катара Хамад бен Халифа ат-Тани стал первым главой государства, посетившим с официальным визитом сектор Газа[95].
  - С космодрома Байконур к МКС стартовал космический корабль «Союз ТМА-06М»[96].
  - В Великобритании и Ирландии прекратили вещание последние аналоговые телестанции[97][98].
- 24 октября
  - В Казани прошла контртеррористическая операция «Эдельвейс-Татарстан»: в результате взрыва и перестрелки в районе спецоперации было уничтожено двое боевиков, погиб сотрудник ФСБ России[99].
- 25 октября
  - Суданские власти сделали заявление, что четыре израильских самолёта нанесли удар по военным объектам страны в Хартуме. В результате атаки два человека погибли[100].
  - Китайские власти сняли запрет на строительство атомных электростанций, введённый после аварии на АЭС Фукусима-1 в Японии в 2011 году[101].
  - Представитель украинского МВД Владимир Полищук признал, что российский оппозиционер Леонид Развозжаев был похищен в Киеве[102].
- 26 октября
  - Парламент Грузии утвердил состав нового кабинета министров премьер-министра Бидзины Иванишвили[103].
  - КНДР перешла на полувоенное положение до 31 октября, что совпадает с учениями «Хогук», которые начали военные Южной Кореи и США накануне[104].
  - Премия имени Сахарова «За свободу мысли» за 2012 год присуждена иранским оппозиционерам Насрине Сотоудех и Джафару Панахи[105].
  - Миланский суд приговорил бывшего премьер-министра Италии Сильвио Берлускони к четырём годам тюрьмы по делу о финансовых махинациях в компании Mediaset[106].
- 27 октября
  - В Мадриде прошли массовые демонстрации против мер жёсткой экономии[107].
  - Крупнейшая германская литературная премия Георга Бюхнера была вручена писательнице Фелицитасе Хоппе[108].
- 28 октября
  - Прошли парламентские выборы на Украине[109]. Победу одержала «Партия регионов», второе место заняло Всеукраинское объединение «Батькивщина», третье — партия «Удар».
  - Второй тур парламентских выборов в Литве[110]. Большинство мест в Сейме получила Социал-демократическая партия, второе место занял Союз Отечества — ЛДХ, третье — партия труда.
  - Бейсбольная команда Сан-Франциско Джайентс стала чемпионом Главной лиги бейсбола, одержав победу в мировой серии над Детройт Тайгерс[111].
  - На Китай обрушился тайфун «Сон-Тинь»[112].
- 30 октября
  - Ураган Сэнди:
    - Жертвами атлантического урагана Сэнди стали около 70-ти человек[113].
    - Ураган Сэнди достиг побережья США, убытки от разрушений, нанесённых ураганом, могут достичь от 10 до 20 млрд $[114].

  - В Вануату прошли парламентские выборы[115].
  - Правительство Бахрейна официально запретило демонстрации и митинги на территории страны[116].
- 31 октября
  - Главный штаб Военно-морского флота России переехал в Санкт-Петербург[117].
  - Всеобщий национальный конгресс Ливии утвердил состав нового правительства страны во главе с премьер-министром Али Зейданом[118].